# مسجد محله حاجی
مسجد محله حاجی مربوط به دوره قاجار است و در همدان، خیابان تختی، محله حاجی واقع شده و این اثر در تاریخ ۳ اسفند ۱۳۷۶ با شمارهٔ ثبت ۱۹۶۰ به‌عنوان یکی از آثار ملی ایران به ثبت رسیده است.